# Chongqing Airlines
Chongqing Airlines é uma companhia aérea com sede em Xunquim, China. Ela opera serviços domésticos de passageiros na China e serviços internacionais de passageiros para Sri Lanka, Tailândia, Vietnã e Singapura.

## História

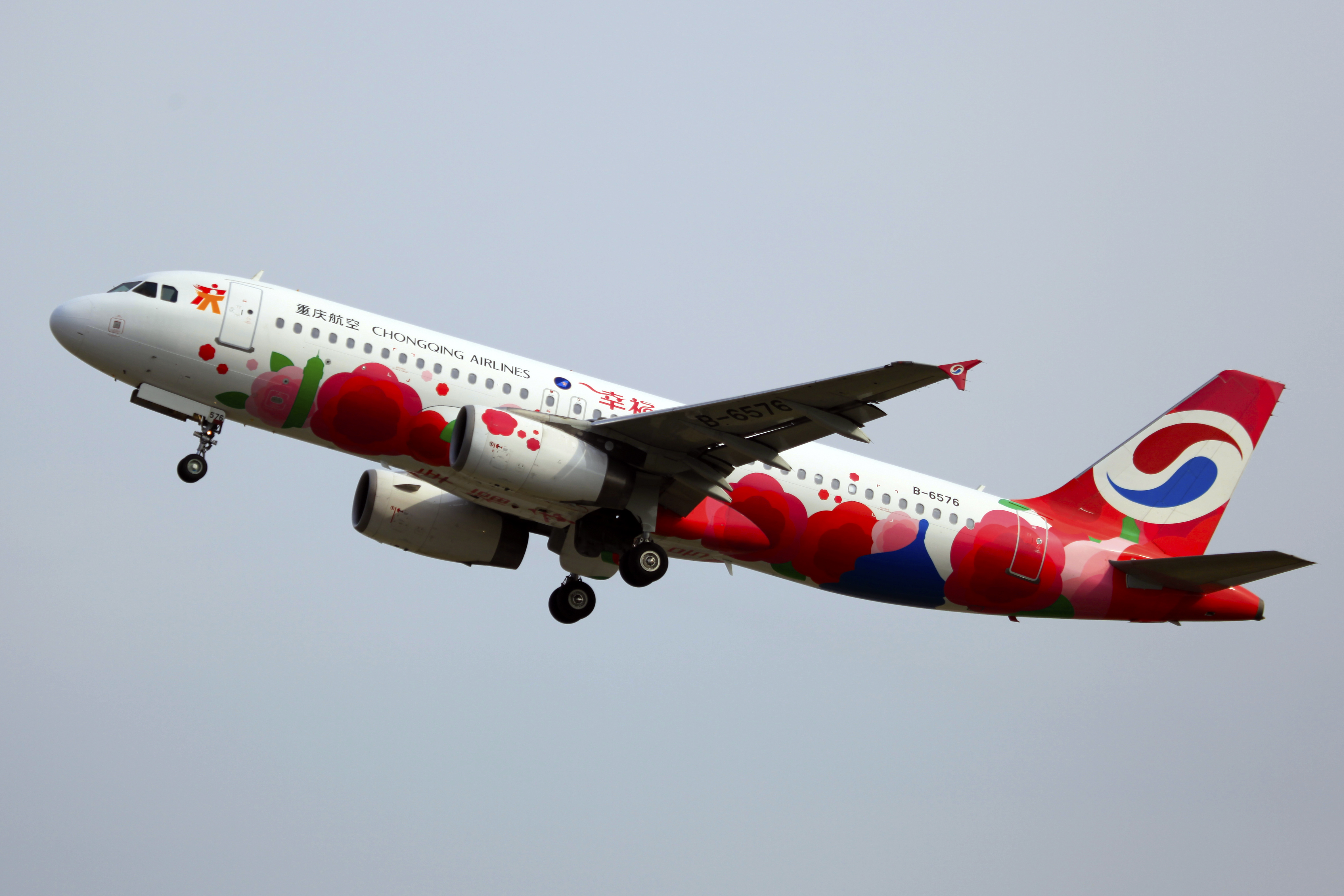
Um Airbus A320-200 da Chongqing Airlines em 2013

A companhia aérea foi fundada em 16 de junho de 2007 e recebeu sua licença da Administração de Aviação Civil da China em 4 de julho de 2007.
A Chongqing Airlines lançou seu primeiro voo de Xunquim para Xangai em 8 de julho de 2007.

## Frota

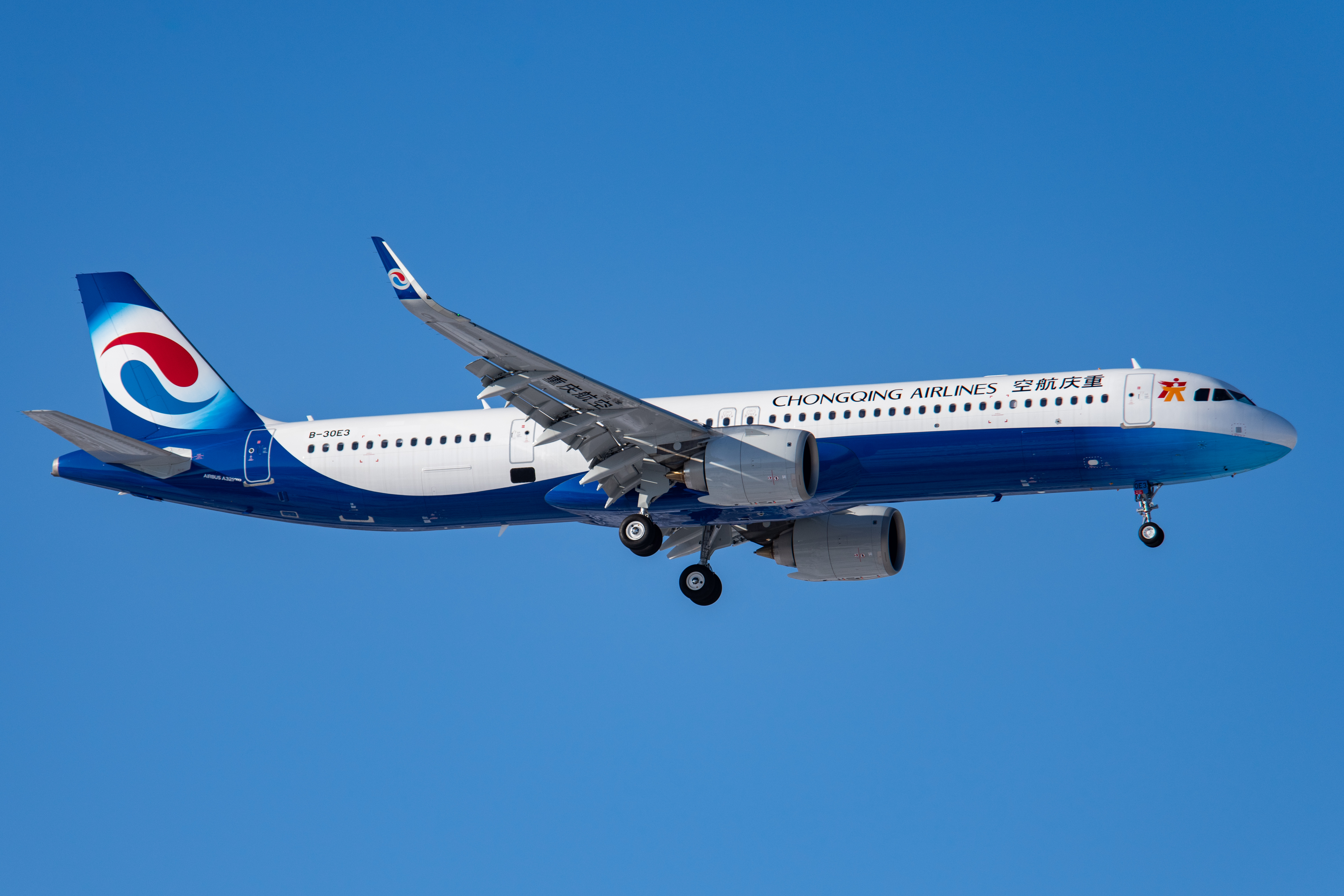
Um Airbus A321neo da Chongqing Airlines

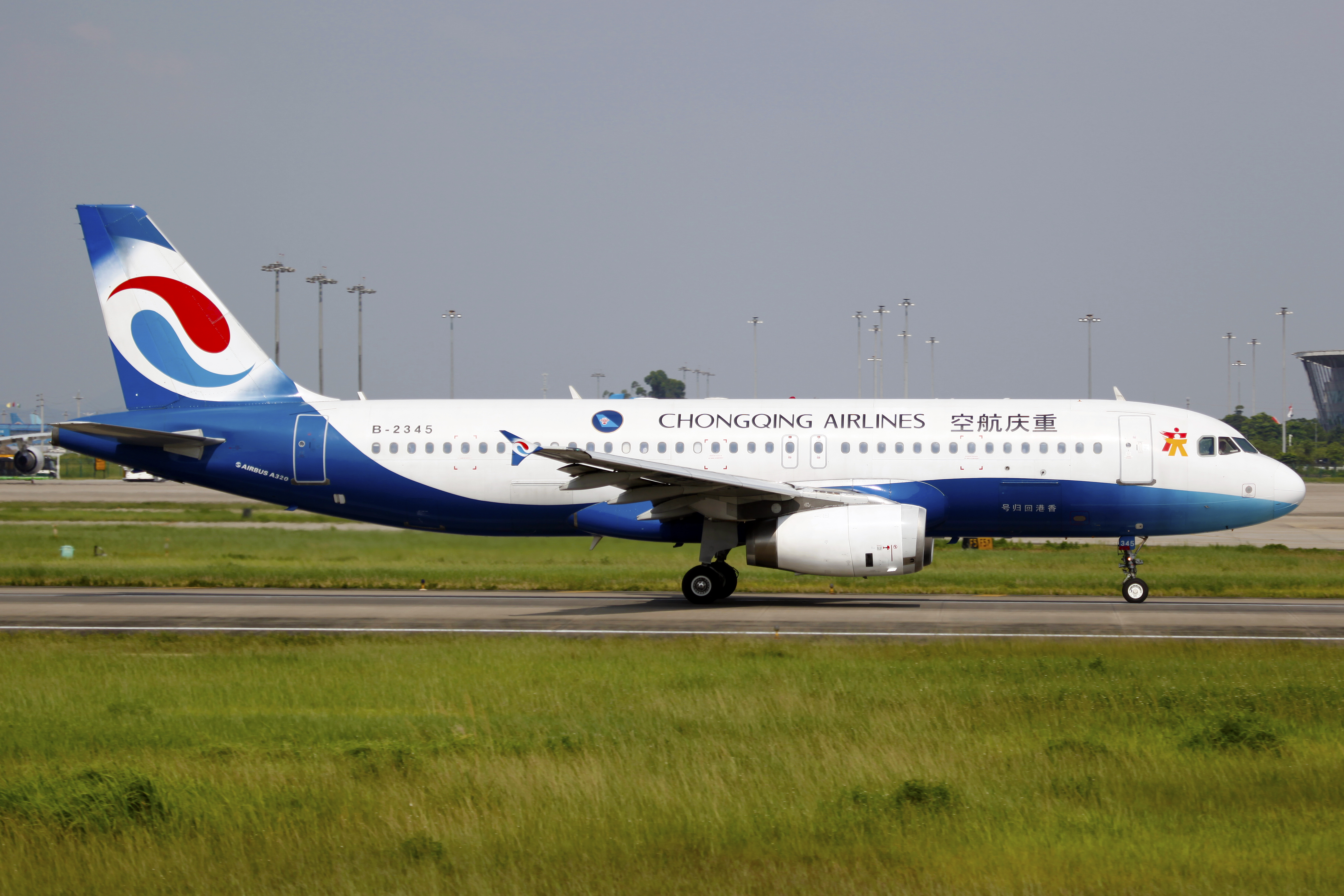
Um Airbus A320-200 da Chongqing Airlines

A frota da Chongqing Airlines consiste nas seguintes aeronaves (Janeiro de 2020):
| Aeronaves       | Em Serviço | Ordens | Passageiros | Notas |
| --------------- | ---------- | ------ | ----------- | ----- |
| Airbus A319-100 | 8          | –      | 128         |       |
| Airbus A320-200 | 10         | –      | 152         |       |
| Airbus A320neo  | 9          | –      | 166         |       |
| Airbus A321neo  | 3          | –      | 208         |       |
| Total           | 30         | 0      |             |       |